# A.S. Real Cesenatico
Associazione Sportiva Real Cesenatico (trước đây là Associazione Sportiva Dilettantistica Cesenatico Chimicart) là một câu lạc bộ bóng đá Ý có trụ sở tại Cesenatico, Emilia-Romagna.
Trong mùa 2010-11, từ Serie D nhóm F, đôi đã xuống hạng đến Eccellenza Emilia-Romagna.
Màu sắc của đội là đỏ và xanh.
Năm 2000, danh hiệu thể thao đã được chuyển từ AC Cesenatico Srl sang Cesenatico Calcio AS.